# Nassim
Nassim (نسيم) est un prénom d'origine arabe existant aussi sous la version féminine Nassima (نسيمة). Dans le monde anglophone, il est plutôt transcrit sous la forme Naseem.

## Étymologie
Le substantif nassim signifie « brise » en arabe ; au sens figuré, il peut vouloir dire « le souffle de vie ».